# Günther Heinze (Politiker)
Günther Heinze (* 26. März 1925 in Thiemendorf bei Görlitz; † 13. Juni 2010 in Görlitz) war ein deutscher Schmied. Er war von 1967 bis 1986 Abgeordneter der Volkskammer der DDR.

## Leben
Der Sohn eines Achsendrehers und einer Gutsarbeiterin erlernte nach dem Besuch der Volksschule von 1939 bis 1942 den Beruf eines Schmieds. Er war seitdem bis 1977 im Beruf tätig. Er wurde während des Zweiten Weltkrieges zur Wehrmacht eingezogen. Seine drei Brüder fielen im Krieg.
1948 wurde er Mitglied des FDGB und 1955 der SED. Von 1966 bis 1972 war er Parteigruppenorganisator und ab 1966 Mitglied der Leitung der Grundorganisation der SED im VEB Waggonbau Görlitz.   
Er baute in Görlitz die Gesellschaft für Sport und Technik (GST) mit auf und war von 1952 bis 1966 Fallschirmsprunglehrer der Stufe I. Von 1963 bis 1966 war er Trainer und Mitglied der Bezirkssportmannschaft der Nationalmannschaft. Er wurde zeitweilig von der Arbeit freigestellt und trainierte angehende Weltmeister und Nachwuchs für die Nationale Volksarmee (NVA). 
Von der fünften bis zur achten Wahlperiode gehörte er als Mitglied der FDGB-Fraktion der Volkskammer an und war ab 1971 Mitglied des Ausschusses für Industrie, Bauwesen und Verkehr. 
Ab 1977 war er als „Meister der sozialistischen Industrie“ Lehrmeister im VEB Waggonbau Görlitz. 
Heinze war verheiratet und Vater von zwei Kindern. Er starb im Alter von 85 Jahren.

## Auszeichnungen
- Sechsmal Aktivist der sozialistischen Arbeit
- 1961 Ehrentitel Meister des Sports
- Verdienstmedaille der DDR